# Synclisis kawaii
Synclisis kawaii is een insect uit de familie van de mierenleeuwen (Myrmeleontidae), die tot de orde netvleugeligen (Neuroptera) behoort. 
Synclisis kawaii is voor het eerst wetenschappelijk beschreven door Nakahara in 1913.